# Macrosiphum daphnidis
Macrosiphum daphnidis är en insektsart som beskrevs av Carl Julius Bernhard Börner 1940. Macrosiphum daphnidis ingår i släktet Macrosiphum och familjen långrörsbladlöss. Arten är reproducerande i Sverige. Inga underarter finns listade i Catalogue of Life.